# Eugenio Castellotti
Eugenio Castellotti, italijanski dirkač Formule 1, * 10. oktober 1930, Lodi, Italija, † 14. marec 1957, Modena, Italija.
Eugenio Castellotti je pokojni italijanski dirkač Formule 1. Debitiral je v sezoni 1955 in že na svoji drugi dirki kariere za Veliko nagrado Monaka je osvojil drugo mesto, ob enem petem mestu pa je v tej sezoni osvojil še tretje mesto na zadnji dirki sezone za Veliko nagrado Italije. Skupno mu je to prineslo tretje mesto v dirkaškem prvenstvu z dvanajstimi točkami. V naslednji sezoni 1956 je ob enem četrtem mestu dosegel še drugo mesto na Veliki nagradi Francije, izenačen najboljši rezultat kariere. Na začetku sezone 1957 pa se je njegova kratka dirkaška kariera predčasno končala, kajti na testiranjih na dirkališču Modena Autodrome se je v starosti 27-ih let smrtno ponesrečil.

## Popolni rezultati Formule 1
(legenda) (odebeljene dirke pomenijo najboljši štartni položaj, poševne pa najhitrejši krog, †-uvrščen kljub odstopu)
| Leto | Moštvo           | Šasija             | Motor                      | 1       | 2     | 3   | 4       | 5     | 6     | 7       | 8     | Prv | Toč |
| ---- | ---------------- | ------------------ | -------------------------- | ------- | ----- | --- | ------- | ----- | ----- | ------- | ----- | --- | --- |
| 1955 | Scuderia Lancia  | Lancia D50         | Lancia DS50 2.5 V8         | ARG Ret | MON 2 | 500 | BEL Ret |       |       |         |       | 3.  | 12  |
| 1955 | Scuderia Ferrari | Ferrari 625        | Ferrari 107 2.5 L4         |         |       |     |         |       | VB 6  |         |       | 3.  | 12  |
| 1955 | Scuderia Ferrari | Ferrari 555        | Ferrari 106 2.5 L4         |         |       |     |         | NIZ 5 |       | ITA 3   |       | 3.  | 12  |
| 1956 | Scuderia Ferrari | Lancia Ferrari D50 | Lancia Ferrari DS50 2.5 V8 | ARG Ret | MON 4 | 500 | BEL Ret | FRA 2 | VB 10 | NEM Ret | ITA 8 | 6.  | 7.5 |
| 1957 | Scuderia Ferrari | Ferrari 801        | Lancia Ferrari DS50 2.5 V8 | ARG Ret | MON   | 500 | FRA     | VB    | NEM   | PES     | ITA   | -   | 0   |